# Micro Warehouse Inc
Micro Warehouse Inc, datoråterförsäljarkoncern som startades 1982 av Michael P. Krasny då han var 28 år gammal och satt vid köksbordet. År 2005 omsatte koncernen 6,3 miljarder USA-dollar. Företaget har 4 350 anställda (år 2007). Säljer först och främst till företag. Nu heter företaget CDW Corporation.